# Alan Walker
Alan Olav Walker (24 de agosto de 1997) é um DJ e produtor musical norueguês nascido no Reino Unido. Ficou mundialmente conhecido pelo single "Faded", que recebeu certificado de diamante na Alemanha e multi-platina em mais de 10 países, incluindo Estados Unidos e Reino Unido. Ele lançou seu primeiro álbum de estúdio, Different World, em 2018. No mesmo ano ficou na 36ª posição na Top lista da DJ Mag.

## Vida pessoal
Alan Walker é filho de Hilde Omdal Walker, uma norueguesa, e Philip Alan Walker, um inglês. De nascimento, ele recebeu dupla cidadania, tanto na Noruega quanto no Reino Unido, com base em sua origem parental. Com dois anos de idade, ele se mudou para Bergen, Noruega, com seus pais e irmãos. Alan cresceu com dois irmãos, uma irmã mais velha, Camilla, nascida na Inglaterra, e um irmão mais novo, Andreas, nascido na Noruega.
Crescendo na era digital, teve um interesse por computadores desde pequeno, o que mais tarde se transformou em um fascínio por programação e design gráfico. Inicialmente não tinha conhecimento musical; no entanto, ele autodidaticamente aprendeu a produzir música vendo tutoriais no YouTube baseados na produção de música.

## Carreira

### 2012–2015: Estreia musical e "Faded"
Em 2012, ele  estava ouvindo uma música do DJ espanhol David Whistle (também conhecido como DJ Ness), e entrou em contato com o mesmo para descobrir como foi produzida a música. Inspirou-se nos produtores de EDM K-391 e Ahrix, e também é influenciado por compositores de filmes como Hans Zimmer e Steve Jablonsky. Ele criou todas as suas músicas a partir de seu laptop com o software FL Studio. Em julho de 2012, com a ajuda e feedback de seus fãs online, ele começou a seguir sua carreira de produção musical e lentamente começou a postar suas músicas no YouTube e no SoundCloud. Começou como produtor de quarto, era mais conhecido como DJ Walkzz antes de assinar um contrato de gravação e lançar seu primeiro single em 2014.
Em 17 de agosto de 2014, lançou a faixa "Fade". A faixa ganhou atenção após o seu re-lançamento através da gravadora NoCopyrightSounds em 19 de novembro. Ele afirmou que a criação da faixa foi inspirada em K-391 e Ahrix, cujas faixas também foram escolhidas pela gravadora. A faixa tem mais de 370 milhões de visualizações no YouTube, 79 milhões de reproduções no Spotify, e 35 milhões de streams  no SoundCloud. As faixas "Spectre" e "Force" foram lançadas mais tarde em 2015.
Alan assinou contrato com a MER Musikk na Sony Music Sweden e lançou seu próximo single, "Faded", uma versão vocal remasterizada de "Fade", lançada em 8 de dezembro de 2015 contando com a participação não creditada da cantora pop de Naustdal, Iselin Solheim.  O single chegou ao topo das paradas de fim de ano na Áustria, Alemanha, Suíça e Suécia, nas paradas do iTunes em 32 países, e entrou no top 10 global do Spotify. O vídeo oficial no YouTube conta com mais de 2,8 bilhões de visualizações e mais de 15 milhões de likes, o posicionando entre os 10 vídeos mais curtidos do YouTube. Possui mais de 700 milhões de reproduções no Spotify, foi uma das 10 faixas mais procuradas no Shazam em 2016. O single também recebeu remixes oficiais de Tiësto, Dash Berlin e Hardwell. Mais tarde, ele lançou uma versão "restrung" acústica da música, com todos os elementos EDM removidos.

### 2016: Estreia ao vivo, "Sing Me to Sleep" e "Alone"
Em janeiro de 2016, Alan deixou o ensino médio para seguir sua carreira musical. Em 27 de fevereiro, fez sua estréia no Winter X Games em Oslo, onde apresentou 15 faixas, incluindo a canção "Faded" com Iselin Solheim. Em março, ele produziu de 30 a 40 músicas no total, mas "Faded" marca seu primeiro single com a Sony Music Sweden, e o primeiro a alcançar tal sucesso global. Em 7 de abril, se uniu à cantora sueca Zara Larsson no Echo Awards na Alemanha. Juntos, eles apresentaram as músicas "Faded" e "Never Forget You". Quatro semanas antes,ele alcançou o primeiro lugar na NRJ Euro Hot 30 pela primeira vez, o que só foi conseguido por outro artista norueguês, Kygo.
O single "Sing Me to Sleep" foi lançado em 3 de junho, novamente com a participação de Iselin Solheim. A música liderou as paradas do iTunes em 7 países. Seu videoclipe no YouTube tem mais de 400 milhões de visualizações, e alcançou 170 milhões de reproduções no Spotify.
O single "Alone" foi lançado em 2 de dezembro, com os vocais não creditados da cantora sueca Noonie Bao. O vídeo da música no YouTube tem mais de 1 bilhão de visualizações, a faixa também alcançou mais de 210 milhões de reproduções no Spotify. A música foi descrita como "a peça final de uma trilogia que consiste de 'Faded', 'Sing Me To Sleep' e 'Alone'" segundo Gunnar Greeve, empresário de Alan Walker e co-autor do single.

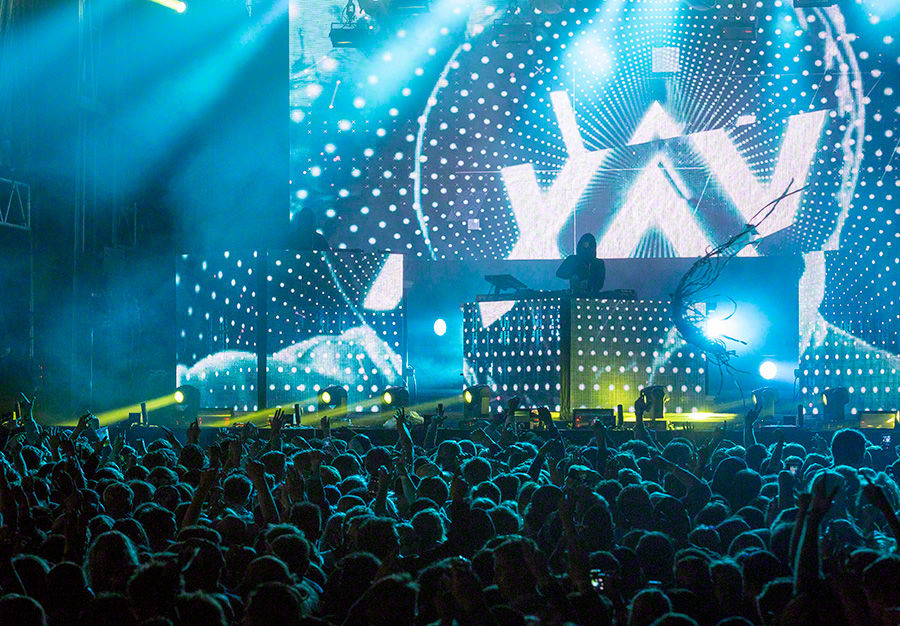
Alan Walker na Stavernfestivalen na Noruega em 2016

Nos dias 21 e 22 de dezembro, Alan realizou o show  "Alan Walker is Heading Home" em sua cidade natal Bergen na USF Verftet, onde apresentou 16 músicas ao lado de Angelina Jordan, Marius Samuelsen, Alexandra Rotan, Yosef Wolde-Mariam e Tove Styrke nos vocais. O show foi  transmitido ao vivo no YouTube. Ele estreou várias faixas inéditas, incluindo uma versão restrung de "Sing Me to Sleep", bem como "Sky" e "Heading Home", o último dos quais foi apresentado pela primeira vez durante a sua estreia no Winter X Games. A música "The Spectre", uma versão remasterizada de sua faixa anterior "Spectre", também foi apresentada durante o show.
Em 23 de dezembro, foi lançado o videoclipe para o single "Routine", que estreou em seu show em Bergen dois dias antes e em alguns shows da "Walker Tour". A canção conta com a colaboração de David Whistle. Seu videoclipe no YouTube tem mais de 30 milhões de visualizações, e 23 milhões de reproduções no Spotify.

### 2017: "Tired", "The Spectre" e "All Falls Down"
No início de 2017, o canal de Alan Walker no YouTube tornou-se o canal com maior número de inscritos na Noruega, depois de passar cerca de 4,5 milhões de inscritos, e teve o maior numero de visualizações entre os YouTubers noruegueses com cerca de 3,4 bilhões de visualizações em 10 de fevereiro de 2018.
Em 7 de abril, ele lançou uma versão instrumental da canção "Ignite", que contou com o produtor e compositor norueguês, K-391. Foi lançada como uma promoção do lançamento do smartphone Sony Xperia XZs.

Logo oficial de Alan Walker

Em 19 de maio, lançou sua primeira música com um vocalista masculino, o cantor e compositor irlandês Gavin James, intitulada "Tired". Alan disse que a música "adiciona outra dimensão" às suas produções. Seu videoclipe no YouTube tem mais de 102 milhões de visualizações.
Em 9 de junho, sua colaboração com Dane Alex Skrindo, "Sky", foi lançada na coletânea Insomniac Records Presents: EDC Las Vegas 2017. Seu videoclipe no YouTube tem mais de 36 milhões de visualizações.
Em 15 de setembro, ele lançou "The Spectre", uma versão renovada, e com os vocais, do seu single "Spectre" de 2015. O videoclipe do single contém cenas de seus shows, juntamente com uma equipe de dançarinos vestidos com macacões brancos e capacetes pretos. O vídeo atualmente tem mais de 560 milhões de visualizações.
Em 27 de outubro, Alan lançou a música "All Falls Down", com a participação da cantora americana Noah Cyrus e o DJ e produtor britânico Digital Farm Animals. O enredo do vídeo segue o mesmo visual apresentado em "Tired" e tem mais de 164 milhões reproduções no YouTube.

### 2018:Different World
Durante o set de 2018 do Ultra Music Festival em Miami, Alan se juntou ao DJ holandês Armin van Buuren no palco, onde estrearam sua nova colaboração, "Slow Lane". No entanto, a canção não está presente em seu álbum de estreia e permanece não lançada. Em abril, ele se apresentou no Coachella 2018, um festival de música realizado em Indio, Califórnia.
Em 11 de maio, Ele e o produtor norueguês K-391 (Kenneth Nilsen) lançaram a versão vocal de "Ignite", contando agora com a participação da cantora norueguesa Julie Bergan e o sul-coreano
Seungri. O videoclipe foi lançado em 12 de maio no canal do K-391 no YouTube, porque Nilsen era o artista principal do single. Seu videoclipe no YouTube conta com mais de 100 milhões de reproduções. Em 27 de julho, ele lançou a canção "Darkside", com a cantora alemã antiguana Au/Ra e a norueguesa Tomine Harket, filha do vocalista do A-ha, Morten Harket. Em 21 de agosto, ele lançou um re-boot de sua série de vlogs 'Unmasked', na qual ele filma os bastidores de seus shows e vida pessoal. Em 30 de agosto, ele lançou um remix de "Sheep" do membro da Exo, Lay. Em 28 de setembro, lançou o single "Diamond Heart", com Sophia Somajo.
Em 30 de novembro, Alan lançou o single "Different World" com Sofia Carson presente em álbum de estréia homônimo. O álbum que além dos sucessos já conhecidos conta com as faixas inéditas: Lost Control (com Sorana), I Don't Wanna Go (com Julie Bergan), Lily (com K-391 e Emelie Hollow), Lonely (com Steve Aoki, ISAK e Omar Noir), e Do It All For You (apresentando Trevor Guthrie). O álbum foi lançado em 14 de dezembro.

### 2019: "Are You Lonely", "On My Way", "Unity" e "Live Fast"
Em 22 de fevereiro, ele lançou o single "Are You Lonely", um remix de "Lonely" presente em seu álbum de estréia, com o DJ americano Steve Aoki e a cantora ISAK. Em 21 de março, lançou o single "On My Way", com Sabrina Carpenter e Farruko. Seu videoclipe no YouTube tem cerca de 152 milhões de reproduções. Em 20 de julho, Alan lançou em seu canal no YouTube a canção intitulada "Unity" a qual vinha trabalhando há cerca de um mês em colaboração com fãs de diversos países. Em 25 de julho, repetindo a parceira feita com a PUBG em "On My Way", ele lançou a canção "Live Fast" com a participação do rapper americano A$AP Rocky.

## Artista

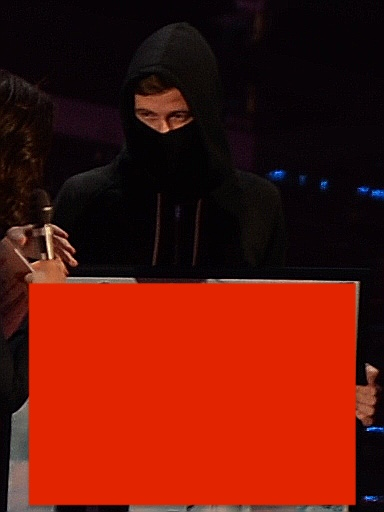
Walker no Wind Music Awards

Originalmente conhecido como "DJ Walkzz" ou "Walkzz" quando ele estava começando. Ele acabou usando seu nome verdadeiro, Alan Walker, como seu nome artístico após assinar com uma gravadora. Ele projetou seu logotipo em 2013, um símbolo composto por letras entrelaçadas "A" e "W", que são as iniciais de seu nome. Ele usa um capuz e máscara facial quando se apresenta no palco. Quando perguntado por que ele usa uma máscara durante uma entrevista na NRK, ele afirmou que "É para manter um perfil baixo, mantendo a imagem mental que eles me deram. Eu acho que é muito legal. Um pequeno toque que faz as pessoas se perguntarem sobre quem realmente é a pessoa por trás de Alan Walker". Em um episódio de sua série Unmasked, ele afirmou que "A máscara é mais um sinal e um símbolo de unidade e de ser semelhante, ao invés de eu ser diferente".

## Discografia
Álbuns de estúdio
- Different World (2018)
- World Of Walker (2021)
- Walker Racing League - EP (2021)
- Walkerverse Pt. I & II (2022)
- Walkerworld (2023)

## Turnês
- Walker Tour (2016–2018)
- World of Walker Tour (2018)
- Different World Tour (2018-2019)[61]
- Aviation Tour  (2019)
- Walkerverse Tour (2022)
- Walkerworld Tour (2023-2024)

Apoio
- Rihanna - Anti World Tour (2016)[62]
- Justin Bieber - Purpose World Tour (2017)[63]
- Martin Garrix - Thursdays at Ushuaïa[64]